# Gerard Nijboer
Gerhardus Marinus Maria "Gerard" Nijboer, född den 18 augusti 1955 i Hasselt i Nederländerna, är en nederländsk friidrottare inom maratonlöpning.
Han tog OS-silver i maraton vid friidrottstävlingarna 1980 i Moskva.